# Флаг Перлиса
Флаг Перлиса — официальный символ малайзийского штата Перлис. Представляет собой горизонтальный биколор. Верхняя полоса жёлтая, нижняя — тёмно-синяя.

## Символика
Жёлтый цвет представляет власть штата, в частности, его правителя, синий представляет народ. Таким образом, флаг символизирует единство правителя и народа Перлиса.

## Штандарты
- штандарт раджи представляет собой жёлтое полотнище с гербом в виде жёлтой надписи «Перлис» на арабском языке, которая находится на зелёном щите в окружении жёлтого рисового венка. Вокруг щита располагаются два зелёных колоса.
- штандарт королевы представляет собой жёлтое полотнище с синим крыжем, на котором изображён полностью жёлтый герб.
- штандарт регента представляет собой синее полотнище, с полностью жёлтым гербом.
- штандарт наследного принца представляет собой зелёное полотнище с полностью жёлтым гербом, расположенным чуть выше центра. Ниже эмблемы находится чёрная надпись «DYTM RAJA MUDA PERLIS», ниже которой находятся жёлтая и синяя полосы.